# Club Deportivo Cuenca
Pour le club de football féminin, voir Deportivo Cuenca (féminines).
Maillots
Actualités
Dernière mise à jour : 12 septembre 2024.
Le Club Deportivo Cuenca est un club équatorien de football basé à Cuenca.

## Palmarès
- Championnat d'Équateur de football
  - Champion : 2004